# Arne Eriksen
Arne Eriksen (11 giugno 1918 – 24 luglio 2013) è stato un calciatore norvegese, di ruolo attaccante.

## Carriera

### Club
Eriksen giocò con la maglia del Sarpsborg.

### Nazionale
Conta una presenza per la Norvegia. Il 16 giugno 1946, infatti, sostituì Arne Brustad nella vittoria per 2-1 contro la Danimarca.

## Palmarès

### Club

#### Competizioni nazionali
- Coppa di Norvegia: 1

Sarpsborg: 1939